# Meiji-jingū
Le Meiji-jingū (明治神宮) ou sanctuaire Meiji, est un sanctuaire shintoïste situé en plein cœur de Tokyo, dans l'arrondissement de Shibuya, en bordure du quartier Harajuku.

## Histoire
En 1915, une commission choisit un terrain appartenant à la maison impériale et situé à Yoyogi, un quartier de Tokyo, comme emplacement pour la construction d'un sanctuaire dédié aux âmes divines de l'empereur Meiji, mort en 1912, et de l'impératrice Shōken, morte en 1914, bien que les deux époux reposent à Kyoto,. Le sanctuaire a été construit avec un musée de 1912 à 1920 au milieu d'un jardin dessiné par l'empereur et composé de 100 000 arbres donnés de tout le Japon lors de la construction,.
Le lieu accueille les jeux du sanctuaire Meiji de 1924 à 1942, le principal événement sportif du Japon d'avant-guerre. Le sanctuaire a été détruit par les bombardements de 1945 et reconstruit en 1958, principalement en bois de cèdre. En 1973 a été construit le shiseikan (至誠館), salle d'entraînement aux arts martiaux (dojo). De 1990 à 1993, un nouveau bâtiment a été édifié : le kaguraden (神楽殿), une salle de danse traditionnelle kagura pour fêter les 70 ans du sanctuaire. Une annexe au musée a été aménagée récemment à l'est du site.
C'est le plus grand lieu de culte shintoïste du pays, où l'on célèbre de nombreux mariages et cérémonies.

## Architecture
Le Meiji-jingū est en fait constitué de deux complexes : le principal, parfois appelé naien (内苑), littéralement « jardin intérieur », où se trouve le sanctuaire, et le gaien (外苑), littéralement « jardin extérieur », situé à plus d'un kilomètre à l'est.

### Meiji-jingū gyoen
Le sanctuaire est au centre du Meiji-jingū gyoen (明治神宮御苑), le jardin impérial, qui s'étend sur 700 000 m2 et comptait en 2008 près de 170 000 arbres de 245 espèces différentes,. On y trouve en outre un champ de 1 500 iris de plus de 150 espèces différentes. Le chemin principal menant au sanctuaire est ouvert par un torii en bois de cèdre de 12 m de hauteur, ce qui en fait l'un des plus haut du Japon. Outre le kaguraden, les bâtiments du sanctuaire sont le honden, bâtiment principal construit dans les règles du style nagare-zukuri, le noritoden (祝詞殿) où la liturgie est récitée, le naihaiden (内拝殿), le gehaiden (外拝殿), le shinko (神庫) pour les objets sacrés et le shinsenjo (神饌所) pour les offrandes. Le dojo shiseikan se trouve au nord du site à côté du musée, appelé hōmotsuden (宝物殿, litt. « sanctuaire aux trésors »), et exposant les portraits des empereurs ainsi que des objets leur ayant appartenu. Au sud du jardin du sanctuaire se trouve le parc Yoyogi, qui s'étend sur 540 000 m2.

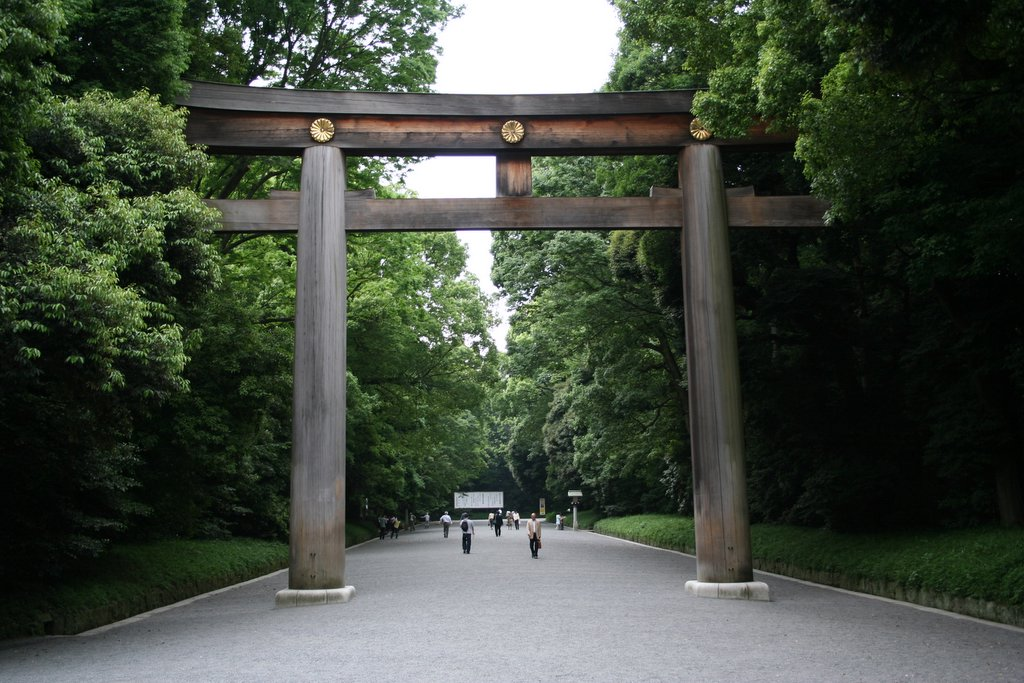
Torii ouvrant le chemin principal.
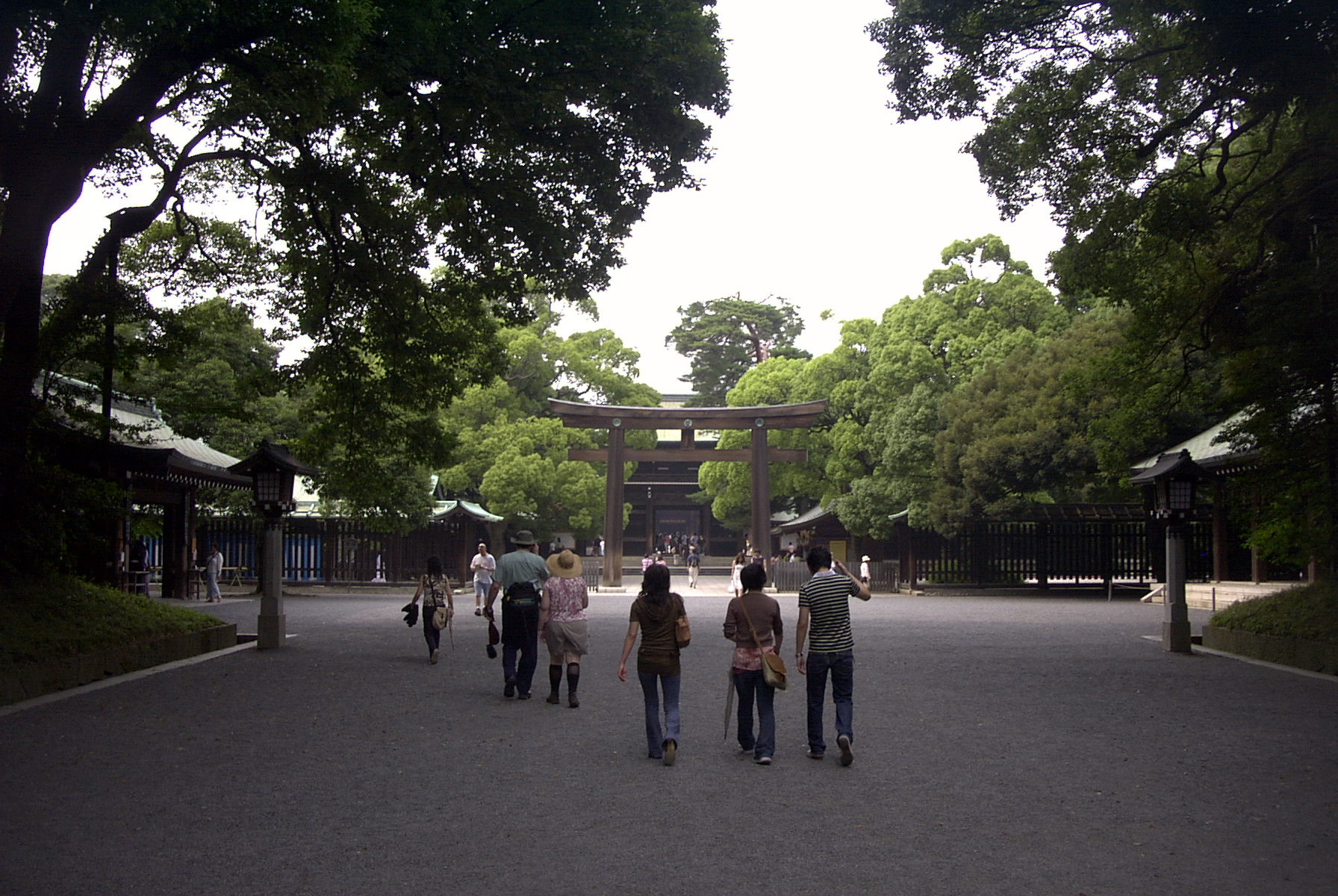
Dernier torii devant l'entrée.
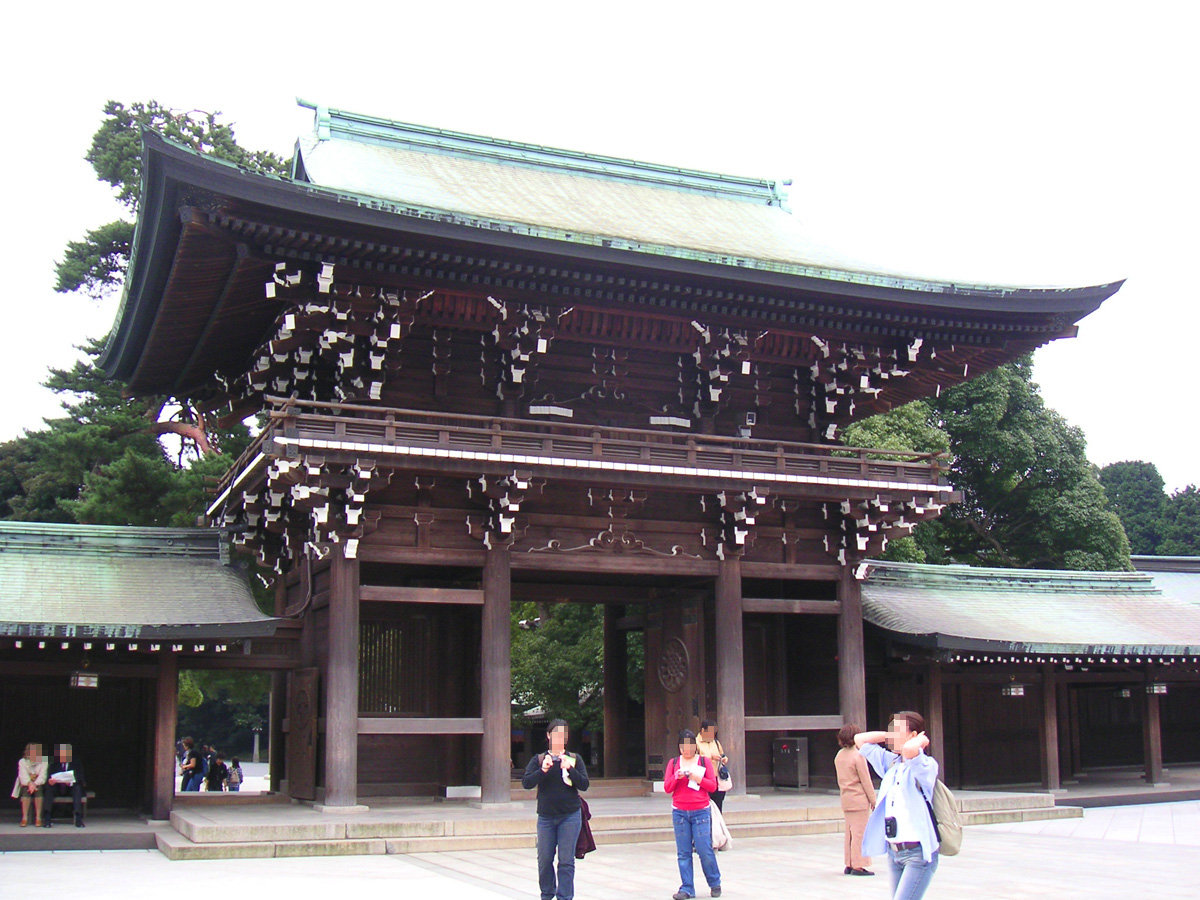
Entrée de la cour extérieure.
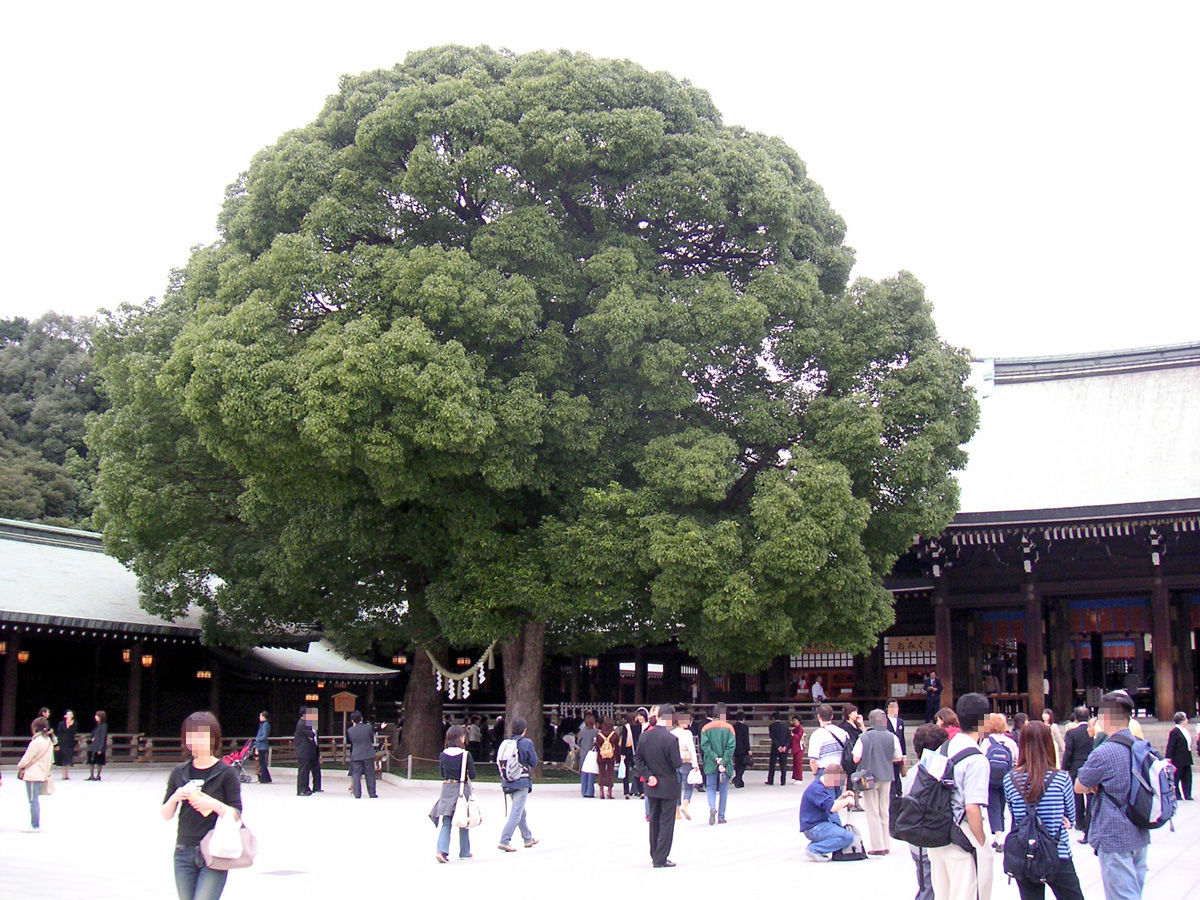
Cour extérieure du sanctuaire.
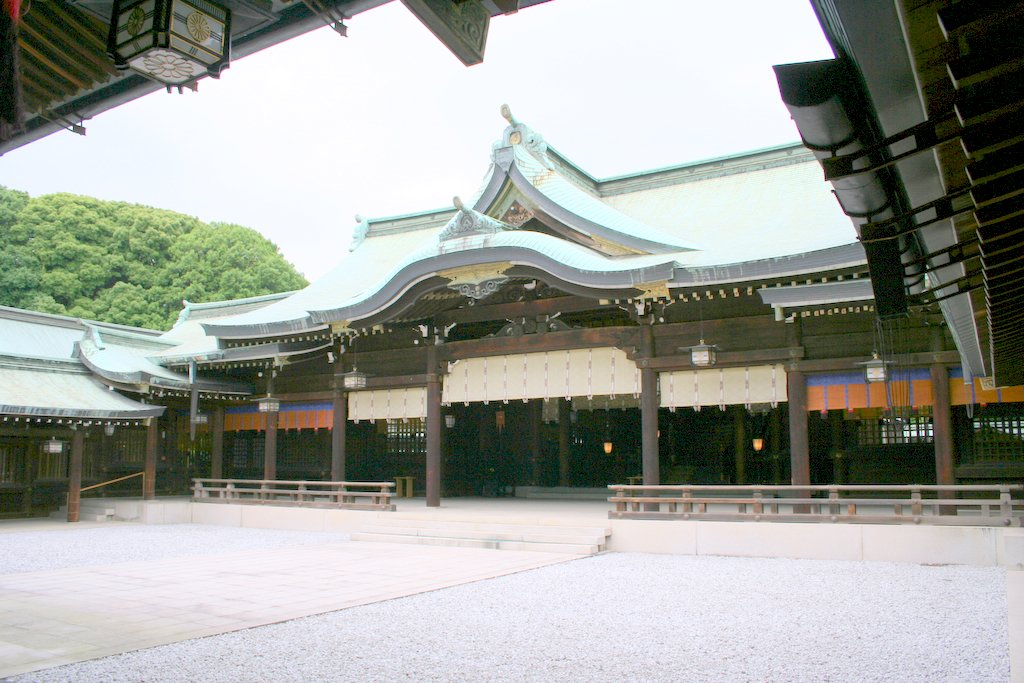
Cour intérieure.
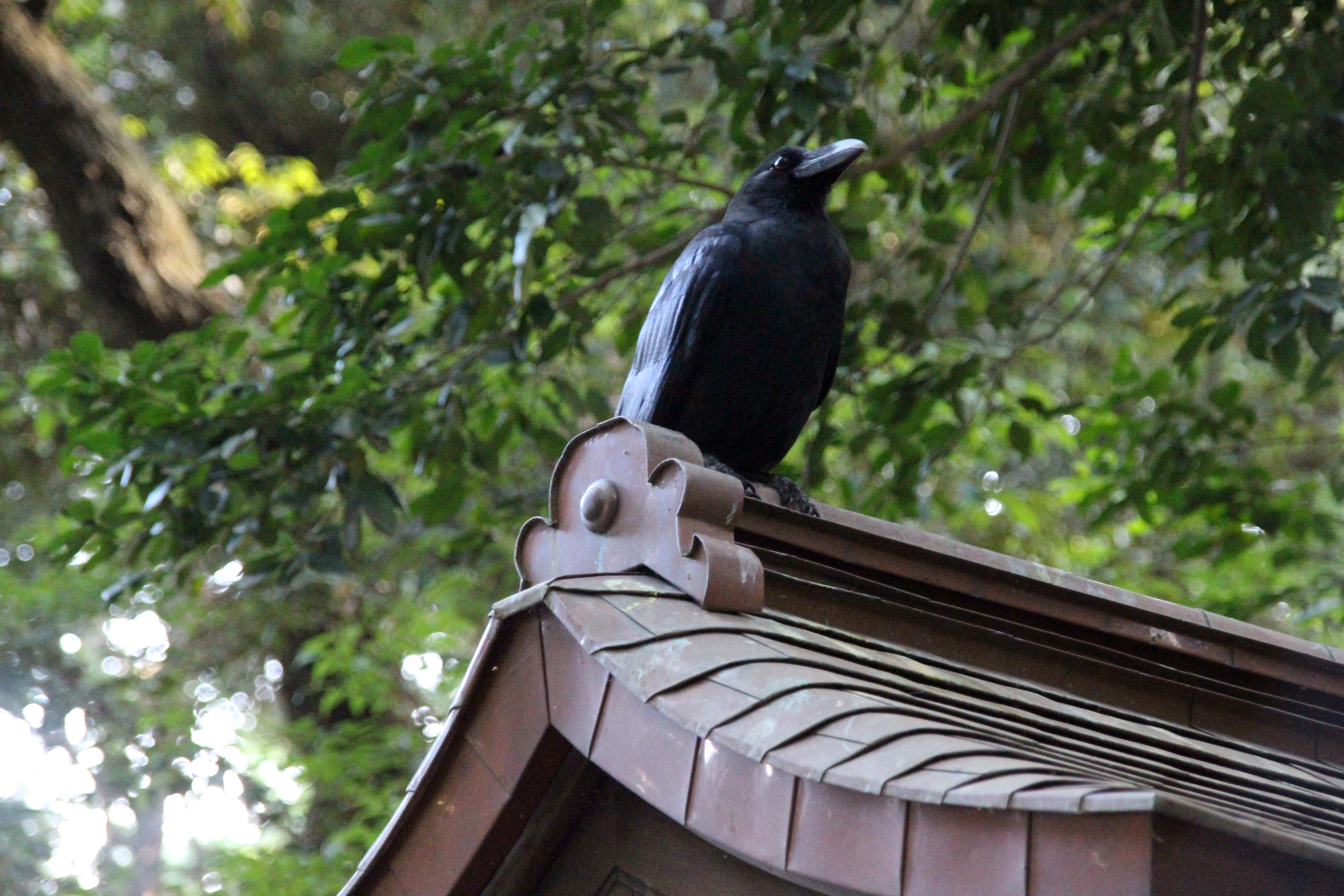
Corvus macrorhynchos corbeau à gros bec
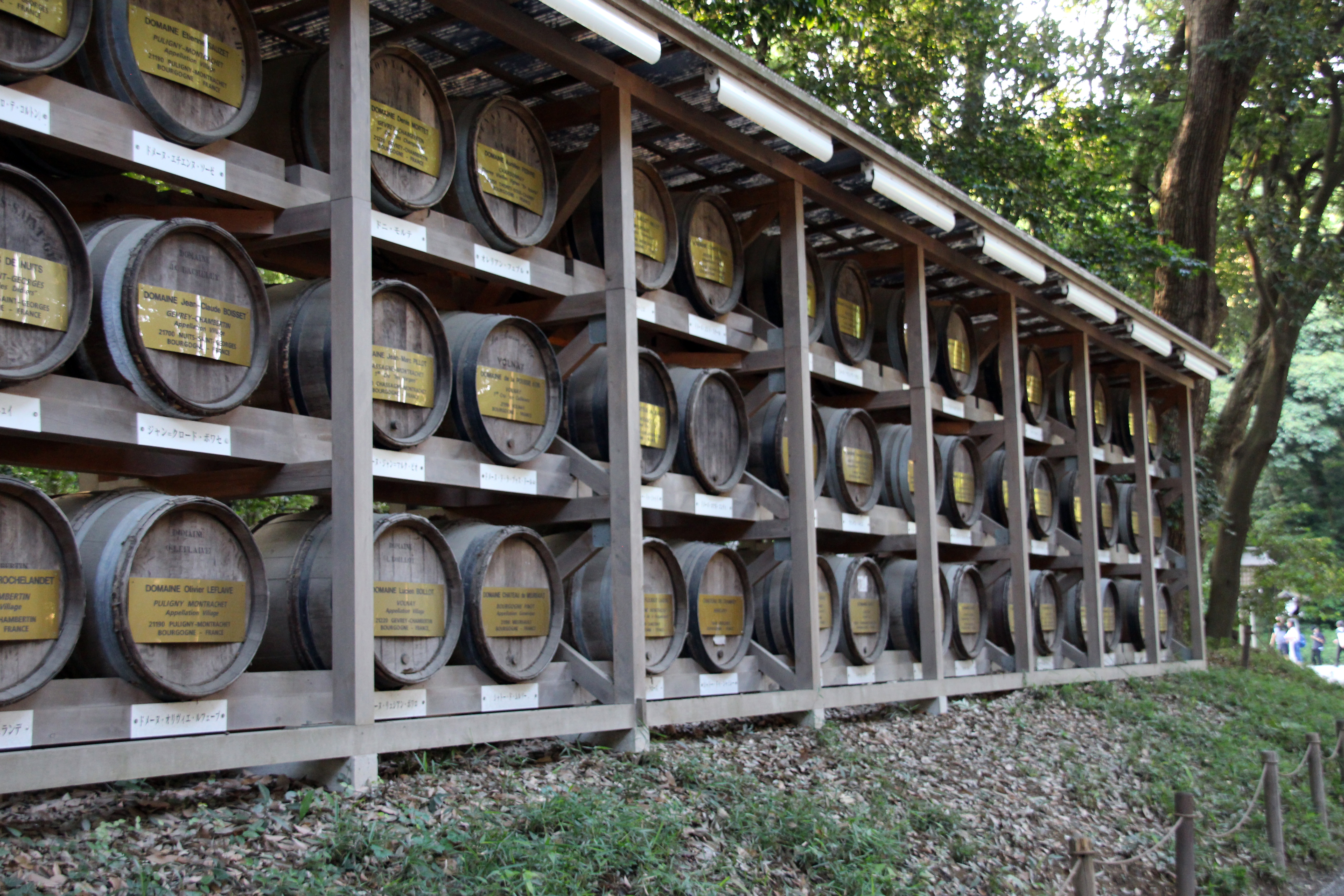
Barriques de vin de Bourgogne
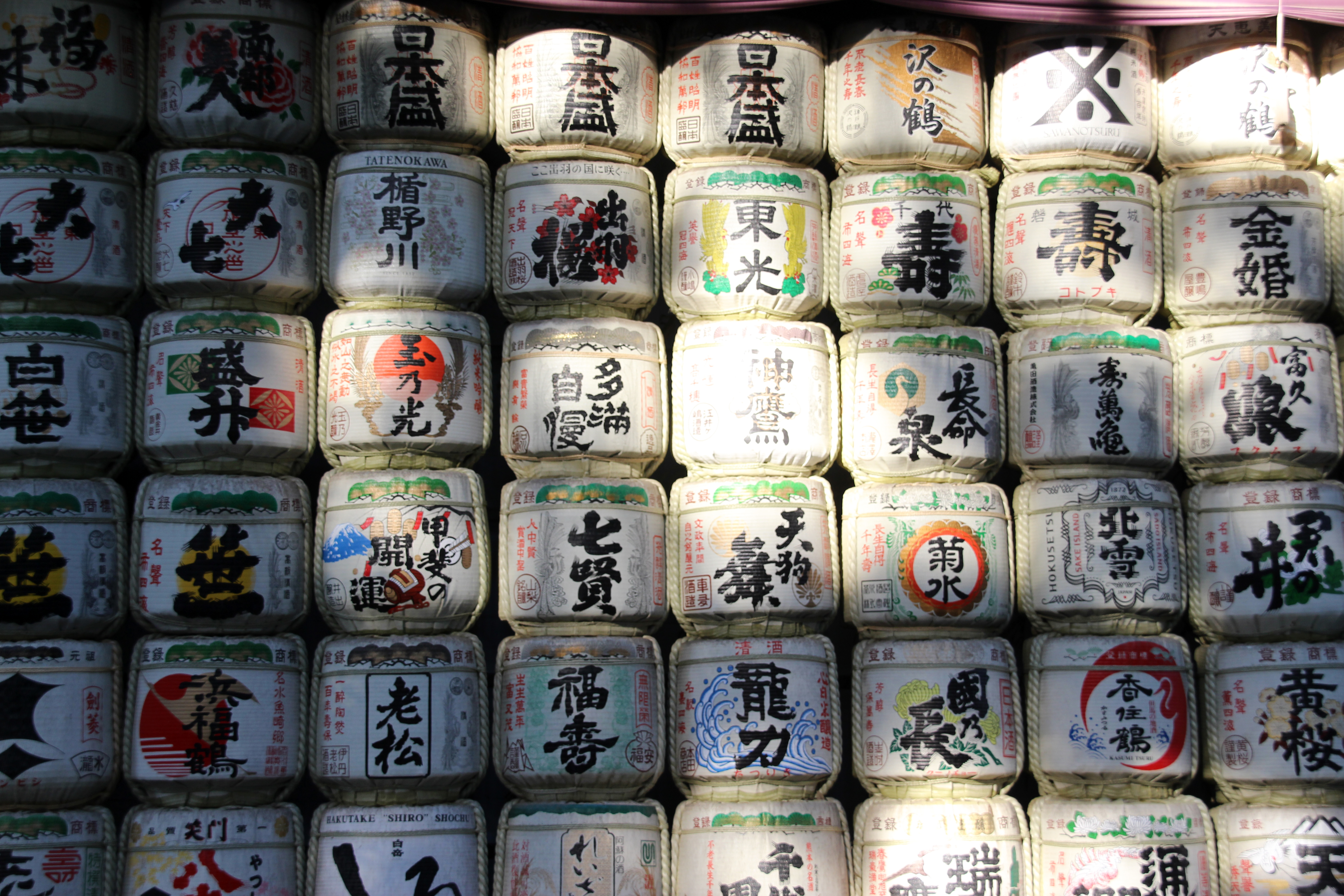
Barils de saké Kazaridaru

### Meiji-jingū gaien
Le complexe Meiji-jingū gaien s'étend, lui, sur 300 000 m2 et comprend le Seitoku kinen kaigakan (聖徳記念絵画館), galerie d'œuvres en mémoire des Meiji, ainsi que des installations sportives : deux stades de baseball (dont le Meiji Jingu Stadium), un stade de rugby (le Chichibunomiya Rugby Stadium), un club de tennis, une piscine-patinoire, etc.,. Le Kinenkan (記念館), ou mémorial Meiji, est adjacent, tout comme le Stade national.
Les ginkgo biloba de l'ichō namiki (イチョウ並木, litt. « rangée d'arbres ginkgo biloba ») menant au Seitoku kinen kaigakan ont été plantés en 1923 — transplantés de la pépinière du jardin impérial de Shinjuku en 1908. Chaque année à la fin de l'automne, lorsque leurs feuilles prennent une teinte jaune d'or et s'amassent sur le sol, ils sont célébrés au cours du Jingūgai-en gingko festival.
Un important projet de réaménagement du parc est prévu, pour un coût de 349 milliards de yens (2,38 milliards d’euros). Il doit aboutir à la démolition du stade de baseball Jingû 2 et du stage de rugby Chichibunomiya, qui seront remplacés par deux nouveaux stades. Les terrains de softball et futsal et les centres d’entraînement de golf et de frappe à la batte disparaitront. Les gingkos devraient être préservés, mais les autres arbres devraient être arrachés. Les travaux doivent être achevés en 2035, mais l'opposition au projet monte en puissance.
Le Conseil international des monuments et des sites (ICOMOS), un comité consultatif de l'UNESCO, a ainsi demandé au gouvernement métropolitain de Tokyo et aux promoteurs d'arrêter le projet en l'état, le parc représentant « un patrimoine culturel exceptionnel, sans équivalent dans l'histoire des parcs urbains du monde entier ». Le conseil demande à Tokyo de refaire l'évaluation environnementale qui a conduit à l'approbation du projet. Cette alerte sur le patrimoine n'est cependant pas juridiquement contraignante.